# Reforma agrária

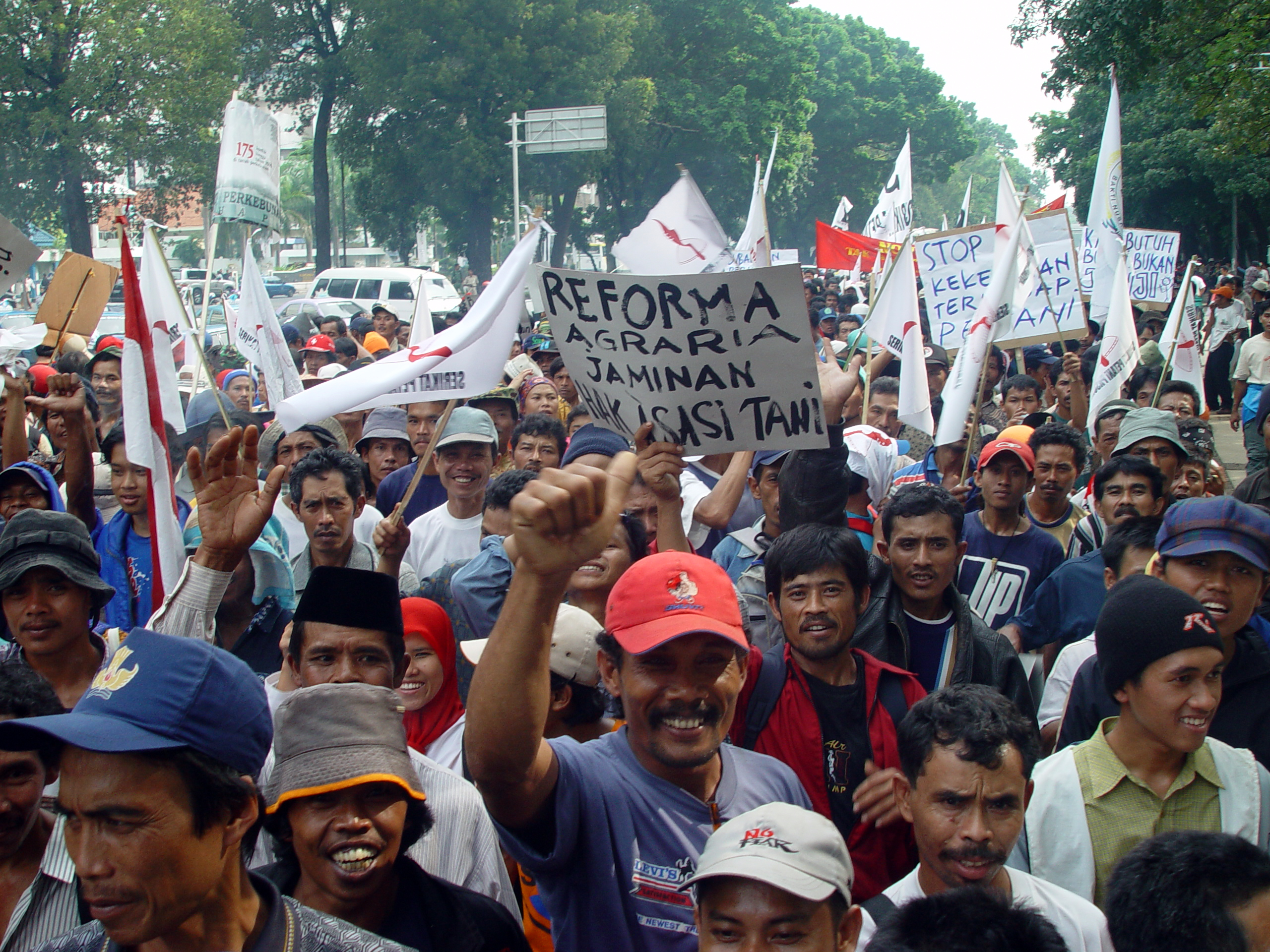
Reivindicação de Reforma Agrária em Jacarta, na Indonésia.

Reforma agrária é a reorganização da estrutura fundiária com o objetivo de promover e proporcionar a redistribuição das propriedades rurais, ou seja, efetuar a distribuição da terra para realização de sua função social.
É uma forma de reforma agrária que envolve a mudança de leis, regulamentos ou costumes relativos à propriedade da terra. A reforma agrária pode consistir numa redistribuição de propriedade iniciada ou apoiada pelo governo, geralmente de terras agrícolas. A reforma agrária pode, portanto, referir-se à transferência de propriedade dos mais poderosos para os menos poderosos, como de um número relativamente pequeno de proprietários ricos ou nobres com extensas propriedades de terra (por exemplo, plantações, grandes fazendas ou lotes de agronegócio) para indivíduos. propriedade por parte daqueles que trabalham a terra. Tais transferências de propriedade podem ser com ou sem remuneração; a compensação pode variar desde valores simbólicos até o valor total do terreno.
A reforma agrária também pode implicar a transferência de terras da propriedade individual – mesmo da propriedade camponesa em pequenas propriedades – para explorações agrícolas colectivas estatais; também se referiu, noutras épocas e locais, exactamente ao oposto: divisão das explorações agrícolas colectivas estatais em pequenas propriedades. A característica comum de todas as reformas agrárias, contudo, é a modificação ou substituição dos acordos institucionais existentes que regem a posse e o uso da terra. Assim, embora a reforma agrária possa ser de natureza radical, tal como através de transferências de terras em grande escala de um grupo para outro, também pode ser menos dramática, tal como reformas regulamentares destinadas a melhorar a administração fundiária. No entanto, qualquer revisão ou reforma das leis fundiárias de um país pode ainda ser um processo intensamente político, uma vez que a reforma das políticas fundiárias serve para mudar as relações dentro e entre as comunidades, bem como entre as comunidades e o Estado. Assim, mesmo reformas agrárias e modificações legais em pequena escala podem estar sujeitas a intenso debate ou conflito.

## Antecedentes
Alguns estudiosos da Bíblia afirmam que os versículos 8 a 17, do Capítulo 25 do Levítico, preveem uma reforma agrária que deveria ocorrer a cada 50 anos (ano do jubileu).
A reforma agrária é uma mudança deliberada na posse de terras e nas práticas agrícolas, frequentemente promovida pelo governo, grupos interessados ou revoluções. Seus objetivos variam ao longo do tempo, abrangendo desde a redistribuição de terras e direitos de propriedade até melhorias na estrutura agrária, incluindo padrões de cultivo, organização agrícola, tamanho das operações, termos de arrendamento e instituições de crédito. Ela é introduzida em resposta a crises econômicas, sociais ou políticas, visando resolver problemas reais ou apaziguar camponeses. Os objetivos declarados da reforma agrária incluem a abolição do feudalismo, a libertação dos camponeses da exploração, a promoção da democracia, a eliminação das classes sociais e a resolução de crises. No entanto, os verdadeiros motivos podem diferir dos anunciados, sendo influenciados por interesses políticos, internos e externos. Em todas as reformas, há ênfase na melhoria das condições sociais e econômicas dos camponeses, redistribuição de riqueza e renda, oportunidades de emprego, educação e saúde, bem como no desenvolvimento econômico, eficiência agrícola e integração com a economia global.

## Métodos e estratégias
Há divergências teóricas sobre o método a se seguir para a redistribuição da terra. Na história do Brasil, houve a proposta da Reforma Agrária, que sugere a distribuição feita institucionalmente, além de vertentes que propõem uma Revolução Agrária, consistindo numa reforma feita pela força. Existem diversos exemplos de países que realizaram reforma agrária dentro do jogo político institucional. A Itália é um exemplo: no país, o imposto sobre os grandes latifúndios foi aumentado. Isso estimulou grandes proprietários a venderem suas terras a pequenos produtores, que recebiam empréstimos a baixos juros do governo italiano. Em outras experiências políticas, como a da República Popular da China, a revolução teve seu ensejo através da revolução agrária, e posteriormente com uma guerra civil de 20 anos. Nesse cenário, a distribuição da terra se deu pela expropriação dos latifúndios feita pelo governo comunista na política conhecida como o Grande Salto Adiante. Outro cenário semelhante ocorreu na Revolução Soviética, no Processo Revolucionário em Curso português e na Revolução Cubana, onde os latifundiários foram expropriados sem indenizações. Nos Estados Unidos, com o fim da Guerra de Secessão em 1865, o Partido Republicano fez uma tentativa de reforma agrária no país que daria, aos negros libertados, terras com quarenta acres e uma mula. O Homestead Act, de 1862, teve um efeito maior onde todo cidadão podia receber 160 acres e, após produzir por 5 anos, conseguir a plena propriedade da chácara. 600 mil agricultores receberam, através deste sistema, um total 80 milhões de acres.

### Tipos
A reforma agrária pode ser categorizada em cinco tipos principais, cada um abordando aspectos diferentes da posse e uso da terra, distribuição de terras, escala de operação, padrão de cultivo e medidas complementares, como crédito, marketing e serviços de extensão. Esses tipos visam melhorar as condições sociais e econômicas dos camponeses, bem como a eficiência agrícola e a integração com a economia global.
- Reforma de propriedade da terra: Envolve a transição de sistemas tradicionais de propriedade para sistemas formais e contratuais. Isso inclui levantamentos de propriedade, registro de títulos e eliminação de restrições tradicionais. Pode afetar a segurança da posse e o sistema de herança, bem como disponibilizar terras para transações no mercado.[9]
- Redistribuição de terras: Inclui a transferência de títulos de terra entre indivíduos, grupos ou comunidades. Pode resultar em fragmentação ou consolidação de terras, dependendo da forma como é implementada.[9]
- Ampliação da escala de operações: Busca aumentar a dimensão das explorações agrícolas, permitindo uma produção mais eficiente e a combinação de recursos. Isso pode ocorrer através de aquisições, fusões ou cooperativas.[9]
- Redução da escala de operações: Visa a subdivisão de grandes propriedades em unidades menores e mais intensivas. No entanto, isso pode levar a problemas, como unidades excessivamente pequenas ou ineficientes.[9]
- Melhoria do padrão de cultivo: Foca em avanços tecnológicos, como mecanização, irrigação, uso de produtos químicos e melhores práticas agrícolas. Essas melhorias direcionam-se diretamente para aumentar a produtividade agrícola.[9]

Além disso, medidas complementares, como acesso a crédito, marketing e educação, são frequentemente necessárias para apoiar e sustentar a reforma agrária. A reforma também deve considerar a integração da agricultura com outros setores da economia e a formação de mão-de-obra qualificada por meio de programas de educação e treinamento.

### Condução do processo
O processo de reforma agrária pode ser aprimorado pelo governo por meio da implementação de políticas e estratégias que levem em consideração a eficiência, a equidade e a sustentabilidade. O governo deve realizar um levantamento minucioso das terras disponíveis, identificando aquelas que são apropriadas para a reforma agrária, levando em conta fatores como qualidade do solo, disponibilidade de água e localização geográfica. Essa seleção cuidadosa garante que as terras distribuídas sejam produtivas. Os beneficiários da reforma agrária precisam de acesso a recursos financeiros, como crédito agrícola, para investir em suas terras. Além disso, assistência técnica e capacitação são fundamentais para ajudar os agricultores a adotar práticas agrícolas modernas e sustentáveis. O governo deve acelerar o processo de regularização fundiária das terras distribuídas, garantindo que os beneficiários tenham títulos de propriedade claros e seguros, o que aumenta a segurança e a produtividade.
Investimentos em infraestrutura são essenciais para melhorar o acesso às áreas de reforma agrária. Isso inclui estradas rurais, eletricidade, armazenamento de alimentos e instalações de processamento. A criação de assentamentos planejados, que incluam infraestrutura básica, serviços de saúde e educação, ajuda a garantir que os beneficiários tenham uma boa qualidade de vida e possam se sustentar em suas terras.   A promoção da agricultura familiar é fundamental para o sucesso da reforma agrária. O governo pode incentivar a diversificação de cultivos, a criação de cooperativas agrícolas e o acesso a mercados para os produtos agrícolas dos beneficiários. As comunidades locais devem ser envolvidas no processo de tomada de decisão e na implementação da reforma agrária. Isso ajuda a garantir que as soluções sejam adaptadas às necessidades e realidades locais.
É importante estabelecer sistemas de monitoramento e avaliação para acompanhar o progresso da reforma agrária. Isso permite que o governo ajuste as políticas e estratégias à medida que surgem desafios e oportunidades. A reforma agrária deve ser conduzida de forma a promover a sustentabilidade ambiental. Isso inclui a implementação de práticas agrícolas que protejam o meio ambiente, como o uso responsável de recursos naturais e a conservação de áreas de preservação.  governo deve promover o diálogo com diferentes partes interessadas, como movimentos sociais, ONGs e especialistas em agricultura, para obter insights valiosos e construir parcerias que enriqueçam o processo de reforma agrária. Melhorar o processo de reforma agrária exige um compromisso sério do governo em equilibrar as necessidades dos beneficiários com a eficiência na gestão de recursos. Com políticas bem planejadas e uma abordagem colaborativa, é possível avançar na direção de uma reforma agrária mais eficaz, que beneficie tanto os agricultores quanto a sociedade como um todo.

### Historicidade
As experiências históricas de reforma agrária têm desempenhado um papel fundamental em várias nações ao redor do mundo, buscando promover a justiça social, a equidade na distribuição de terras e o desenvolvimento rural sustentável. As reformas agrárias na Roma Antiga visavam à redistribuição de terras para beneficiar os cidadãos romanos. A Lex Sempronia, promulgada em 133 a.C. por Tibério Graco, é um exemplo notável. Essas reformas enfrentaram resistência da aristocracia romana, resultando em conflitos sociais e políticos. Durante a Revolução Francesa, a Assembleia Nacional promulgou a Lei do Maximum Général, que limitava a propriedade de terras e promovia a redistribuição. Isso, no entanto, teve consequências complexas e não se sustentou a longo prazo. Após a Revolução Mexicana de 1910, o governo implementou reformas agrárias que resultaram na distribuição de terras a comunidades camponesas, conhecidas como ejidos. Isso teve um impacto significativo no equilíbrio da propriedade de terras no México.
Após a vitória dos comunistas liderados por Mao Zedong, a China implementou uma ampla reforma agrária na década de 1950. Isso resultou na coletivização da agricultura e na redistribuição de terras das classes ricas para os camponeses, embora tenha enfrentado desafios significativos. Após a Revolução Cubana de 1959, Fidel Castro liderou uma reforma agrária que envolveu a nacionalização de terras de grandes latifundiários e a distribuição para camponeses. Essa política teve um impacto profundo na estrutura fundiária de Cuba. Após a independência de várias nações africanas, reformas agrárias foram implementadas para enfrentar a herança do colonialismo, que frequentemente resultou em concentração de terras. Experiências variam de país para país, com resultados diversos. A Índia tem uma história de reformas agrárias desde sua independência em 1947. Essas reformas visavam a redistribuição de terras para os camponeses e incluíam a abolição de intermediários, como os senhores de terras. A Venezuela implementou reformas agrárias na década de 2000 sob o governo de Hugo Chávez, buscando redistribuir terras a camponeses e povos indígenas.
Várias nações asiáticas e africanas têm realizado reformas agrárias como parte de esforços de desenvolvimento rural e justiça social. Cada experiência é moldada por circunstâncias políticas, econômicas e culturais específicas. Essas experiências históricas de reforma agrária demonstram a diversidade de abordagens e desafios enfrentados em todo o mundo. Elas também ilustram como a reforma agrária pode ter impactos profundos nas sociedades, na distribuição de terras e no desenvolvimento rural.

### Resultados econômicos
A eficácia e os resultados econômicos de uma reforma agrária dependem de uma série de fatores interligados. Não existe uma resposta única para essa pergunta, uma vez que a eficácia de uma reforma agrária pode variar de acordo com o contexto, a implementação, as políticas adotadas e as características específicas da região em questão. No entanto, alguns dos principais fatores que influenciam se uma reforma agrária terá resultados econômicos positivos ou negativos podem ser mencionados.
A redistribuição de terras de forma equitativa entre os agricultores pode aumentar a produção agrícola e melhorar o acesso a recursos produtivos, como terra, água e insumos agrícolas.  Os agricultores beneficiários da reforma precisam de acesso a crédito para investir em suas terras e em suas atividades agrícolas, bem como de assistência técnica para melhorar as práticas agrícolas. A presença de infraestrutura adequada, como estradas, eletricidade e irrigação, é crucial para o desenvolvimento das áreas rurais e a comercialização dos produtos agrícolas. As políticas governamentais em relação à agricultura, comércio e preços dos produtos agrícolas desempenham um papel fundamental nos resultados econômicos da reforma agrária. Tarifas de importação, subsídios agrícolas e preços mínimos são exemplos de políticas que podem influenciar positiva ou negativamente a agricultura.
A organização dos agricultores beneficiários da reforma e sua participação nas decisões que afetam suas vidas podem ser fatores determinantes para o sucesso da reforma.  Investimentos em educação rural e capacitação técnica podem melhorar as habilidades dos agricultores e aumentar sua produtividade. Garantir a segurança e os direitos de propriedade dos agricultores beneficiários da reforma é fundamental para incentivar investimentos nas terras e reduzir conflitos.  Práticas agrícolas sustentáveis são essenciais para preservar os recursos naturais e garantir a longevidade da produção agrícola. A existência de mercados acessíveis e oportunidades de comercialização é crucial para que os agricultores vendam seus produtos a preços justos e sustentáveis. A capacidade de monitorar e avaliar o progresso da reforma agrária é importante para ajustar as políticas e práticas conforme necessário.
Os resultados econômicos de uma reforma agrária referem-se aos impactos financeiros e econômicos que a redistribuição de terras e a reforma agrária têm sobre a economia de um país ou região. Esses resultados podem ser positivos ou negativos e geralmente são avaliados com base em vários indicadores econômicos. Uma reforma agrária que resulta na distribuição de terras de forma mais equitativa pode aumentar a produção agrícola, pois os agricultores beneficiários tendem a investir mais em suas terras e adotar práticas de cultivo mais eficientes. Ao fornecer acesso à terra e recursos produtivos para famílias rurais de baixa renda, uma reforma agrária pode contribuir para a redução da pobreza no campo, melhorando o padrão de vida dessas famílias. Aumentar a produção de alimentos localmente pode melhorar a segurança alimentar, garantindo que as comunidades rurais tenham acesso a alimentos nutritivos a preços acessíveis. Uma reforma agrária bem-sucedida pode estimular o crescimento econômico, uma vez que as atividades agrícolas desempenham um papel fundamental na economia de muitos países em desenvolvimento. A redistribuição de terras pode ajudar a reduzir a desigualdade de propriedade de terras e riqueza, o que, por sua vez, pode ter impactos positivos na estabilidade social e econômica. Uma reforma agrária que promova a agricultura familiar e de pequena escala pode gerar mais empregos nas áreas rurais, contribuindo para o desenvolvimento econômico local.
No entanto, é importante observar que os resultados econômicos da reforma agrária também podem ser negativos, especialmente se a implementação for inadequada ou se não forem abordadas questões como a falta de infraestrutura, acesso a crédito, assistência técnica e políticas agrícolas adequadas. Além disso, os resultados econômicos podem variar amplamente de um caso para outro, dependendo das circunstâncias específicas e das políticas adotadas. Portanto, a avaliação dos resultados econômicos de uma reforma agrária requer análise detalhada e cuidadosa, levando em consideração todos os fatores envolvidos.
A avaliação da reforma agrária é desafiadora devido à complexidade do processo e à variedade de objetivos sociais, políticos e econômicos. Os critérios de sucesso são multifacetados e variam dependendo dos diferentes interessados. Não existem critérios universalmente aceitos para medir o sucesso da reforma agrária, tornando a avaliação problemática. Indicadores econômicos são fundamentais para avaliar o sucesso da reforma agrária, incluindo o desenvolvimento econômico sustentado, aumento do rendimento real per capita, mudanças nas estruturas econômicas e sociais, maior produtividade, pleno emprego e formação de capital na agricultura. A formação de capital na agricultura, como investimentos em maquinaria, fertilizantes e infraestrutura, é um indicador relevante, pois contribui para a produtividade e eficiência. Mudanças no rendimento da terra, produtividade do trabalho e níveis de emprego rural também são indicadores importantes do sucesso econômico da reforma. A capacidade da agricultura de atender às necessidades da indústria e da população urbana é um indicador-chave da contribuição da reforma para o desenvolvimento econômico.
A avaliação dos resultados sociais da reforma agrária é mais desafiadora, pois envolve medição de participação camponesa em atividades políticas e de tomada de decisões, estabilidade social e política, e continuidade da ordem social sem conflitos. Os indicadores sociais podem ser subjetivos, dependendo da percepção das partes envolvidas. A redução do conflito e a promoção da harmonia são objetivos importantes, e a avaliação depende da percepção das partes envolvidas em relação ao alcance desses objetivos. A abordagem de "colmatar a lacuna" considera a reforma bem-sucedida na medida em que integra a agricultura com o restante da economia e melhora as oportunidades e os níveis de vida da população rural, eliminando o dualismo entre setores agrários e não agrários.

## No Brasil
Após o descobrimento do Brasil pelos portugueses, estabeleceu-se a estratégia de ocupação das terras abundantes utilizando pouca mão de obra local. As plantações eram voltadas para a exportação, utilizando mão de obra composta, majoritariamente, por escravos africanos. Apesar da abundância de terras, o acesso à terra sempre foi dificultado pela presença perene do "proprietário". Conforme Celso Furtado, a mesma foi explorada pela chamada "empresa agrícola-comercial", consequência da expansão comercial europeia. A pecuária foi introduzida por demanda de carne, de animais de tração e de carga, demanda esta tanto da empresa agromercantil quanto da posterior exploração mineira.
As primeiras concessões de terras brasileiras foram feitas a homens de recursos, ou seja, economicamente poderosos, capazes de assumirem custos com grandes instalações e aquisição de escravos. A nova população de homens livres que chegava não tinha acesso às terras, que já possuíam donos, e tornavam-se, assim, dependentes dos grandes proprietários ao trabalhar para eles como artesãos, soldados (entre outros ofícios pré-industriais) ou eram aventureiros, o que permitia/facilitava que o controle da terra fosse mantido. O pequeno plantador se transforma em morador e os sitiantes se tornavam empreiteiros para derrubadas ou agregados para tarefas auxiliares das empresas. Celso Furtado cita a doação de terras para cafezais no Espírito Santo a famílias (quase todas alemãs) que ficaram sob o controle dos comerciantes, que acabaram por monopolizar a terra. Esse autor afirma que "a propriedade da terra foi utilizada pra formar e moldar um certo tipo de comunidade, que já nasce tutelada e a serviço dos objetivos da empresa agro-mercantil". O que explica por que a massa escrava liberta também se transformou em comunidades tuteladas, sem afetar muito os negócios da empresa agromercantil no país. Nesse sentido, se insere a afirmação de autores que qualificaram o latifúndio como um sistema de poder, pela manutenção do controle da terra.
No Brasil, em dois momentos históricos do século XX, os movimentos campesinos defenderam a tese da revolução agrária. O primeiro se deu entre os anos de 1920 e 1930, com a Coluna Prestes e a criação do Partido Comunista Brasileiro (PCB). Outro momento se deu na década de 1960, com a criação das Ligas Camponesas (com o lema "Reforma Agrária na lei ou na marra") e no episódio da Guerrilha do Araguaia.
No dia 13 de março de 1964, no Comício da Central do Brasil, o presidente João Goulart assinou o decreto n.º 53 700, que determinava a desapropriação de terras nas margens das rodovias e estradas de ferro. João Pinheiro Neto, presidente da Superintendência da Política Agrária (Supra), entidade responsável pela implantação da reforma agrária, foi quem elaborou o decreto, mas, com a deposição do governo em 31 de março de 1964 por causa do golpe de estado de 1964, a ditadura militar anulou o referido decreto de 13 de março. Pinheiro Neto foi afastado da direção da Supra, teve os direitos políticos suspensos pelo Ato Institucional Número Um, foi preso e respondeu a três inquéritos policiais militares.
No Brasil, a Constituição de 1988 garante a desapropriação do latifúndio improdutivo para finalidade pública e interesse social, como a desapropriação da terra com finalidade de reforma agrária ou para a criação de reservas ecológicas, não sendo permitida, no entanto, a desapropriação de propriedades que tenham sido invadidas. É feita indenização aos ex-proprietários. Um aspecto frequentemente criticado nesse sistema é a falta de ajuda financeira para os camponeses assentados, o que, muitas vezes, acaba por gerar um novo êxodo rural. "Êxodo rural" é a expressão pela qual se designa o abandono do campo por seus habitantes, que, em busca de melhores condições de vida, se transferem de regiões consideradas de menos condições de sustentabilidade a outras, podendo ocorrer de áreas rurais para centros urbanos.
No Brasil, segundo dados de 2017, sendo que o Índice de Gini no setor vai em 0,867 (quanto mais próximo de 1, mais desigual), com 50% dos estabelecimentos menores a ocuparem 2,3% do território agrícola, enquanto 1% ocupa 47,6%. O INCRA (Instituto Nacional de Colonização e Reforma Agrária), que é o órgão governamental responsável pela gestão desses problemas.

## Em Portugal
Com a queda do Estado Novo em 25 de abril de 1974, alteram-se as relações sociais e fundiárias no sul. Entre março e novembro de 1975 mais de 1 milhão de hectares são ocupados e compõem-se cerca de 500 propriedades coletivas dirigidas por trabalhadores rurais.
Aumentam as áreas de cultivo, aumentando-se também a produção, de acordo com a lógica das UCP's de maximização do emprego com salários justos, para além do trabalho assegurado e da igualdade entre os trabalhadores: um acesso igual à terra e aos seus rendimentos para todos os que dela dependem.
O movimento de ocupação de propriedades agrícolas nos campos do sul de Portugal proporcionou uma rotura em torno da propriedade da terra. Os trabalhadores rurais organizados em cooperativas ou Unidades Colectivas de Produção (UCP) tomaram a seu cargo o poder de largos hectares que utilizaram para produção agrícola. Esta foi uma das profundas mudanças que Portugal viveu a partir de 1974 e que se prolongaria por alguns anos.
As diferenças sociais e de acesso ao trabalho ou à posse da terra agudizaram-se em Portugal a partir da década de 1950, em particular através dos trabalhadores rurais do sul do país. Os latifúndios com mais de 100 hectares representavam apenas 6% do total das propriedades, mas, em contrapartida, cerca de 73% da área desse conjunto. Os grandes proprietários tinham, por seu lado, proteção e apoio legal do Estado Novo. Todavia, o número de pessoas com trabalho permanente e assegurado era reduzido, tal como os que conseguiam aí ter alguma terra própria ou relativa independência económica e laboral (os “seareiros”). Os trabalhadores por conta de outrem representavam a esmagadora maioria. Os salários eram baixos e as condições de vida más, principalmente durante as épocas mortas da agricultura (inverno). A crise do latifúndio nos anos 60 diminuiu a área de cultivo e os apoios à cultura do trigo, decrescendo ainda mais a oferta de trabalho, o que piorou a situação dos trabalhadores rurais e das suas famílias. O 25 de abril de 1974 alterou as relações sociais e fundiárias no sul, criando condições para uma mais justa distribuição da riqueza e da posse da terra.
A primeira legislação sobre alterações na posse e no uso da terra é de 2 de novembro de 1974, com uma lei que estabelecia o arrendamento compulsivo de terras subaproveitadas e definia as condições em que o Instituto da Reforma Agrária (IRA) pode atuar.
A primeira intervenção ao abrigo desta legislação ocorreu a 9 de dezembro de 1974 na herdade do Outeiro, no distrito de Beja.
O processo ganha novo fôlego depois do 11 de março, com a publicação de nova legislação. Antes de mais, com a aprovação, pelo Conselho da Revolução, do decreto-lei nº203-C/75, de 15 de Abril (Medidas Económicas de Emergência), no qual se previa o controlo da produção pelos trabalhadores e um programa progressivo de reforma agrária, determinando-se ainda a nacionalização e expropriação dos latifúndios e grandes explorações agrícolas (propriedades de área superior a 50 ha, tratando-se de terras de regadio, ou de 500 ha, no caso das de sequeiro). Deixando patente uma concepção de Reforma Agrária dirigista, este documento representava também uma tentativa de regulamentar o processo e travar as “ocupações selvagens”, num momento em que, só no distrito de Évora, estavam já ocupadas 132 herdades. Entre março e novembro de 1975, nasciam as UCP’s, Unidades Coletivas de Produção. Com apoios estatais, de sindicatos e partidos políticos, principalmente do Partido Comunista Português, este movimento de Reforma Agrária avança apoiando-se basicamente nos trabalhadores rurais eventuais, anteriormente mais desfavorecidos, o que conduz, no contexto de mudança em que se encontrava Portugal, a novas condições político-económicas das populações do sul.

## Uso e posse da terra
A propriedade e a posse da terra podem ser consideradas controversas, em parte porque as ideias que definem o que significa aceder ou controlar a terra, como através da "propriedade da terra" ou "posse da terra", podem variar consideravelmente entre regiões e mesmo dentro dos países.  As reformas agrárias, que alteram o que significa controlar a terra, criam, portanto, tensões e conflitos entre aqueles que perdem e aqueles que ganham com estas redefinições (ver a próxima secção).
A história da reforma agrária pode ser resumida em diversos momentos-chave. Nos séculos VI e II a.C., Atenas e Roma praticavam um sistema de redistribuição periódica de terras, com o uso da terra podendo ser hipotecado. Solon, em 594 a.C., implementou reformas em Atenas para eliminar dívidas, destruir marcos de hipoteca e devolver as terras aos proprietários originais. Tibério e Caio Graco, entre 133 e 121 a.C., introduziram a Lex Agraria, que redistribuiu terras públicas usurpadas pela nobreza e estabeleceu limites de propriedade individual. A Revolução Francesa aboliu o feudalismo, revogou a posse feudal, libertou servos, cancelou tributos e introduziu reformas agrárias que permitiram a propriedade privada e individual das terras. A Emancipação dos Servos em 1861 na Rússia aboliu a servidão e distribuiu terras entre os camponeses. A propriedade tornou-se hereditária, mas a redistribuição de terras teve custos e desafios. Vários países do Leste Europeu introduziram reformas agrárias após ganharem independência, como Hungria, Romênia e Bulgária. Após a Revolução Soviética, a propriedade privada da terra foi abolida, e a coletivização agrícola se tornou um objetivo central. A Reforma Mexicana de 1915 visava a restituir terras a aldeias indígenas e liberar peões de latifundiários, com o objetivo de reduzir a pobreza e garantir estabilidade política.
As concepções ocidentais de terra evoluíram ao longo dos últimos séculos para dar maior ênfase à propriedade individual da terra, formalizada através de documentos como títulos de propriedade.  O controlo sobre a terra, no entanto, também pode ser percebido menos em termos de propriedade individual e mais em termos de uso da terra, ou através do que é conhecido como posse da terra.  Historicamente, em muitas partes de África, por exemplo, a terra não era propriedade de um indivíduo, mas sim usada por uma família alargada ou por uma comunidade aldeã. Diferentes pessoas numa família ou comunidade tinham diferentes direitos de acesso a esta terra para diferentes fins e em diferentes momentos. Tais direitos eram frequentemente transmitidos através da história oral e não documentados formalmente.
Estas diferentes ideias de propriedade e posse da terra são por vezes referidas utilizando terminologia diferente. Por exemplo, sistemas fundiários “formais” ou “estatutários” referem-se a ideias de controlo fundiário mais estreitamente associadas à propriedade individual da terra. Os sistemas fundiários “informais” ou “consuetudinários” referem-se a ideias de controlo fundiário mais estreitamente associadas à posse da terra.
Os termos que determinam o controle e a utilização da terra podem, portanto, assumir muitas formas. Alguns exemplos específicos de formas atuais ou históricas de propriedade formal e informal da terra incluem: Posse tradicional da terra, praticada pelas tribos indígenas da América do Norte pré-colombiana; Propriedade feudal da terra, por meio de feudos; Bens de vida, juros sobre bens imóveis que terminam com a morte; Ordynat, propriedade hereditária e intransferível de bens imóveis;  patrimônio vitalício (Life estate), De acordo com a lei consuetudinária, este é o interesse de propriedade mais completo que alguém pode ter em bens imóveis); Arrendamento ou aluguel; Direitos de uso comum de terras; Meação; Runrig e randale; O sistema de campo de poço ( chinês :井田制度; pinyin: jǐngtián zhìdù); Servidões; Kibutz e moshav; Satoyama;  Trabalho agrícola (sob o qual alguém trabalha a terra em troca de dinheiro, pagamento em espécie ou alguma combinação dos dois); Propriedade coletiva;  Acesso à terra através da adesão a uma cooperativa ou de participações numa empresa proprietária da terra (normalmente mediante taxa simples ou equivalente, mas possivelmente ao abrigo de outros acordos); Coletivos governamentais, como os que podem ser encontrados nos estados comunistas, em que a propriedade governamental da maior parte das terras agrícolas é combinada de várias maneiras com a posse dos coletivos agrícolas.

## Motivação e finalidade
A reforma agrária é um processo profundamente político e, portanto, surgiram muitos argumentos a favor e contra ela. Esses argumentos variam tremendamente ao longo do tempo e do lugar. No século XX, muitas reformas agrárias emergiram de uma ideologia política específica, como o comunismo ou o socialismo. No século XIX, nos estados colonizados, um governo colonial pode ter alterado as leis que ditavam a propriedade da terra para melhor consolidar o poder político ou para apoiar a sua economia colonial.  Em tempos mais recentes, a mobilização eleitoral e a utilização da terra como recurso de clientelismo foram propostas como possíveis motivações para os esforços de reforma agrária, tais como as extensas reformas agrárias redistributivas de Robert Mugabe no Zimbabué.
Os argumentos a favor da reforma agrária centram-se nos seus potenciais benefícios sociais e econômicos, particularmente nos países em desenvolvimento, que podem surgir de reformas centradas numa maior formalização fundiária. Esses benefícios podem incluir a erradicação da insegurança alimentar e o alívio da pobreza rural.
Os argumentos em apoio a tais reformas ganharam impulso particular após a publicação de "O mistério do capital: por que o capitalismo triunfa no Ocidente e falha em todos os lugares", do economista peruano Hernando de Soto, em 2000. Os pobres, argumenta ele, muitas vezes são incapazes de garantir a propriedade formal. direitos, tais como títulos de propriedade, às terras onde vivem ou cultivam devido à má governação, corrupção e/ou burocracias excessivamente complexas. Sem títulos de propriedade ou outra documentação formal dos seus activos fundiários, têm menos condições de aceder ao crédito formal. As reformas políticas e jurídicas dentro dos países, de acordo com de Soto, ajudarão a incluir os pobres nos sistemas jurídicos e económicos formais, aumentarão a capacidade dos pobres de aceder ao crédito e contribuirão para o crescimento económico e a redução da pobreza.
Muitas organizações internacionais de desenvolvimento e doadores bilaterais e multilaterais, como o Banco Mundial, adoptaram as ideias de De Soto, ou ideias semelhantes, sobre os benefícios de maiores direitos formalizados à terra. Isto traduziu-se numa série de programas de desenvolvimento que trabalham com governos e organizações da sociedade civil para iniciar e implementar reformas agrárias.  As evidências que apoiam os benefícios económicos e a favor dos pobres do aumento dos direitos fundiários formalizados são, no entanto, ainda inconclusivas, de acordo com alguns críticos.
Outros argumentos em apoio à reforma agrária apontam para a necessidade de aliviar leis fundiárias conflitantes, especialmente nas ex-colônias, onde sistemas fundiários formais e informais podem existir em tensão entre si. Tais conflitos podem tornar os grupos marginalizados vulneráveis a uma maior exploração.  Por exemplo, em muitos países de África com leis fundiárias conflituantes, a estigmatização da SIDA levou a que um número crescente de viúvas com AIDS fossem expulsas da terra conjugal pelos sogros.  Embora a mulher possa ter direitos consuetudinários e estatutários à terra, a confusão sobre qual conjunto de leis tem primazia, ou mesmo a falta de conhecimento das leis relevantes, deixam muitas viúvas com AIDS numa desvantagem significativa. Além disso, leis fundiárias formais e informais conflitantes também podem obstruir o sistema jurídico de um país, tornando-o propenso à corrupção.  Argumentos adicionais a favor da reforma agrária centram-se nos potenciais benefícios ambientais da reforma. Por exemplo, se a reforma conduzir a uma maior segurança da propriedade da terra, através de meios formais ou informais, então aqueles que utilizam a terra serão os seus melhores administradores. As reformas agrárias realizadas no Japão, Taiwan e Coreia do Sul são creditadas por terem contribuído para o desenvolvimento industrial. A distribuição equitativa da terra levou ao aumento da produção agrícola, ao elevado poder de compra rural e à mobilidade social.
A reforma agrária é uma política pública que tem como objetivo principal promover a redistribuição de terras, proporcionando uma distribuição mais justa e equitativa da propriedade fundiária. Ela visa atender a diversas finalidades e oferece uma série de benefícios tanto para os beneficiários diretos quanto para a sociedade como um todo.  A principal finalidade da reforma agrária é corrigir a concentração de terras, onde um pequeno número de proprietários detém a maioria das terras agricultáveis. Isso ajuda a criar um ambiente mais igualitário e a reduzir as disparidades econômicas. Ao proporcionar terras para agricultores de baixa renda e comunidades rurais, a reforma agrária contribui para o combate à pobreza, promovendo a segurança alimentar e a geração de renda para famílias carentes. A reforma agrária apoia e fortalece a agricultura familiar, que desempenha um papel vital na produção de alimentos e na preservação do meio ambiente. Isso ajuda a manter a produção local de alimentos e a promover a sustentabilidade no campo. A distribuição equitativa de terras ajuda a reduzir conflitos agrários e a tensão social no campo, melhorando a segurança e a estabilidade nas áreas rurais.  A reforma agrária pode promover práticas agrícolas mais sustentáveis e responsáveis, ajudando na preservação de ecossistemas e no combate ao desmatamento.
A reforma agrária contribui para a redução da desigualdade de riqueza e oportunidades, permitindo que mais pessoas tenham acesso à terra e recursos para sustentar suas famílias. Os beneficiários da reforma agrária experimentam uma melhoria significativa em suas condições de vida, com acesso a uma fonte de renda estável e a possibilidade de produzir alimentos para o consumo próprio e para venda.  A reforma agrária pode aumentar a produção de alimentos, contribuindo para a segurança alimentar do país. Agricultores familiares muitas vezes cultivam variedades locais e diversificadas de alimentos, enriquecendo a dieta da população. Os assentamentos resultantes da reforma agrária frequentemente adotam práticas agrícolas mais sustentáveis, incluindo a agroecologia, que promove a conservação do solo e a redução do uso de produtos químicos. A agricultura familiar impulsionada pela reforma agrária fortalece as economias locais, uma vez que os recursos financeiros circulam nas comunidades rurais, promovendo o desenvolvimento local. A oferta de terras e oportunidades no campo pode reduzir a migração rural-urbana, aliviando a sobrecarga das grandes cidades e contribuindo para o desenvolvimento das áreas rurais.

## Esforços nacionais
Um dos primeiros exemplos de reforma agrária foram as Leis de Terras Irlandesas de 1870–1909. Quase todos os países recentemente independentes da Europa Central e Europa Oriental implementaram reformas agrárias no rescaldo da Primeira Guerra Mundial. Na maioria dos países, as terras que excediam certos limites (20–500 ha (49–1 236 acres), dependendo da região e do tipo de terra) foram expropriadas; na Finlândia, foi resgatado e colocado num fundo especial.

## Reformas após a Segunda Guerra Mundial
Especialmente após os anos 50, houve reformas agrárias em várias regiões do mundo, com objetivos variados. Na Europa Oriental e na China, houve mudanças significativas no modelo de reforma, passando do modelo soviético para orientações capitalistas. No entanto, as reformas continuaram a enfatizar a importância da propriedade privada e da agricultura familiar. As reformas também foram influenciadas pelas orientações das Nações Unidas, com ênfase no desenvolvimento comunitário e na redistribuição de terras. No Japão, a reforma ocorreu após a Segunda Guerra Mundial e visou abolir o feudalismo, acabar com as propriedades ausentes e melhorar a situação dos camponeses. As terras foram redistribuídas, e os arrendamentos foram controlados, o que resultou em melhorias nas condições de vida dos camponeses, mas ainda havia desafios, como baixa mecanização e dependência de subsídios governamentais.
No Egito, a reforma de 1952 procurou eliminar o feudalismo e redistribuir terras, melhorando as condições de vida dos camponeses. As terras excedentes foram expropriadas e distribuídas aos camponeses, que se tornaram proprietários. Isso levou a mudanças sociais e políticas significativas, mas os resultados econômicos foram mistos. No Sudeste Asiático, países como Taiwan, Coreia do Sul, Vietnã e Malásia também implementaram reformas agrárias. Taiwan e Coreia do Sul adotaram modelos semelhantes ao do Japão, enquanto o Vietnã passou por mudanças antes de adotar o modelo socialista. A Malásia implementou uma reforma altamente organizada com foco no desenvolvimento econômico.
Na América Latina, várias tentativas de reforma agrária foram feitas, mas os resultados foram variados. Cuba realizou uma reforma radical após a revolução de 1958, eliminando a propriedade privada e promovendo a propriedade pública. Outros países latino-americanos, como Brasil, Colômbia e Chile, também implementaram reformas, mas os resultados foram geralmente considerados insuficientes. Na Índia e no Paquistão, o foco estava na abolição dos intermediários. Na China, a propriedade privada foi eliminada após a chegada dos comunistas ao poder, e os camponeses foram organizados em comunas. Essa reforma teve impactos econômicos e sociais significativos. Na África, houve uma onda de reformas recentes, com iniciativas inovadoras, como o programa Ujamaa na Tanzânia, que enfatizou o trabalho conjunto e a cooperação entre famílias em aldeias. Etiópia e Moçambique adotaram reformas radicais que deram à nação o título da terra e aboliram aluguéis e vendas, colocando a terra nas mãos dos agricultores. Essas reformas agrárias refletem uma variedade de objetivos e abordagens em diferentes partes do mundo, com impactos econômicos, sociais e políticos diversos.

## Desafios
A implementação da reforma agrária é um processo complexo que enfrenta diversas dificuldades e desafios. Essas dificuldades podem variar de acordo com o contexto político, social, econômico e ambiental de cada país. A redistribuição de terras muitas vezes encontra resistência de grandes latifundiários e proprietários de terras, que têm interesses financeiros e políticos na manutenção de suas propriedades. Isso pode levar a conflitos e litígios prolongados. A aquisição de terras, a infraestrutura rural e o apoio aos beneficiários exigem recursos financeiros substanciais. A falta de financiamento adequado pode atrasar ou limitar a implementação da reforma agrária. m alguns lugares, a disponibilidade de terras adequadas para redistribuição pode ser limitada, devido ao avanço da agricultura comercial, do desmatamento e da expansão urbana. Questões de propriedade da terra, como litígios fundiários e falta de registros claros, podem dificultar a identificação e aquisição de terras para redistribuição.
A criação de assentamentos rurais requer infraestrutura básica, como estradas, eletricidade e água potável. O desenvolvimento dessas infraestruturas pode ser um desafio logístico e financeiro. Os beneficiários da reforma agrária muitas vezes precisam de apoio técnico e treinamento para melhorar suas práticas agrícolas e gerenciais. A falta de capacitação adequada pode prejudicar a produtividade. Mudanças climáticas, secas, enchentes e questões ambientais podem afetar a agricultura e tornar as terras menos produtivas, tornando a sustentabilidade dos assentamentos um desafio. A redistribuição de terras frequentemente envolve disputas e tensões sociais entre diferentes grupos, como comunidades tradicionais, povos indígenas e agricultores sem terra. Mudanças no governo e nas políticas podem afetar a continuidade da reforma agrária, tornando os programas vulneráveis a interrupções ou retrocessos. As pressões econômicas, como a globalização e a demanda por commodities agrícolas, podem afetar a priorização da reforma agrária em relação a outros interesses econômicos. A falta de participação efetiva das comunidades locais e dos beneficiários na tomada de decisões e na implementação da reforma agrária pode minar o sucesso dos programas. A corrupção e a má gestão de recursos podem comprometer a eficácia da reforma agrária, minando a transparência e a equidade. Apesar dessas dificuldades, a reforma agrária continua sendo uma estratégia importante para promover a justiça social, a segurança alimentar e o desenvolvimento rural sustentável. A superação desses desafios requer um compromisso político sólido, uma abordagem participativa e a coordenação eficaz de recursos e esforços para garantir que a reforma agrária beneficie tanto os agricultores quanto a sociedade como um todo.
A experiência das reformas agrárias tornaram-se intercambiáveis e englobam mais do que apenas a redistribuição de terras. Ao longo da história, esses movimentos de reforma frequentemente lidaram apenas com os sintomas das crises agrárias, resultando em soluções temporárias. Os reformadores enfrentaram escolhas complexas, como promover propriedade privada desigual ou propriedade pública igualitária. As reformas capitalistas geralmente optaram pelo primeiro conjunto de opções, enquanto as socialistas favoreceram o segundo. A redistribuição de terras teve sucesso limitado devido a várias razões. Muitas vezes, privou as fazendas da contribuição dos proprietários anteriores sem fornecer alternativas eficazes. Também restringiu a mobilidade da mão de obra ao dar aos camponeses participações em terras ineficazes. Além disso, ameaçou fazendas grandes e eficientes, resultando em compromissos. As reformas frequentemente incluíram compensação pelas terras expropriadas, deixando a riqueza e a distribuição de renda praticamente inalteradas.
A participação camponesa em atividades sociais e políticas e em cooperativas foi muitas vezes uma condição para a redistribuição de terras, mesmo que os camponeses não estivessem preparados para essas atividades. Além disso, raramente foram implementadas medidas de proteção para evitar a concentração de propriedades e a recorrência de crises após a redistribuição de terras. Apesar desses desafios, esforços significativos foram feitos por organizações internacionais e governos para desenvolver estruturas viáveis que abordem problemas nas áreas rurais e agrícolas causados por sistemas agrários problemáticos.